# Caenurgina mundula
Caenurgina mundula là một loài bướm đêm trong họ Erebidae.